# Wilco Holdinga Lycklama à Nijeholt
Wilco Holdinga Lycklama à Nijeholt (Leeuwarden, 12 februari 1801 - Oldeboorn, 5 september 1872) was een Nederlandse politicus.

## Familie
Lycklama à Nijeholt, lid van de familie Lycklama à Nijeholt, was een zoon van Tinco Martinus Lycklama à Nijeholt (1766-1844) en Elisabeth Helena thoe Schwartzenberg en Hohenlansberg (1767-1803). Hij trouwde met Jeanne Henriëtte van Vloten, dit huwelijk bleef kinderloos. Zij bewoonden de Andringastate in Oldeboorn.

## Loopbaan
Lycklama à Nijeholt startte in 1819 een militaire carrière bij de cavalerie, hij was onder meer luitenant bij de lichte dragonders en nam deel aan de Tiendaagse Veldtocht. Hij was vanaf 1824 lid van de Ridderschap van Friesland en werd verkozen tot lid van de Provinciale Staten van Friesland (1824-1827, 1830-1845, 1849-1850). Toen zijn broer Augustinus Georg Lycklama à Nijeholt in 1828 overleed, werd de functie van grietman van Utingeradeel vacant. In 1830 werd Wilco als diens opvolger benoemd en aansluitend was hij de eerste burgemeester van Utingeradeel (1851-1867).
Van 12 november 1845 tot 12 februari 1849 (voor Friesland) en van 20 september 1858 tot 18 september 1866 (voor het kiesdistrict Sneek) was hij lid van de Tweede Kamer der Staten-Generaal. Hij sprak zelden in de Kamer; onder andere bij de behandeling van het wetsvoorstel spoorwegaanleg voor rekening van de staat en bij een wetsvoorstel over onteigening voor de spoorweg Heerenveen-Leeuwarden.
In 1860 werd hij benoemd tot ridder in de Orde van de Nederlandse Leeuw. Hij overleed in 1872, op 71-jarige leeftijd.
- Biografisch Portaal: 26422536
- Digitale Bibliotheek voor de Nederlandse Letteren: lyck019
- International Standard Name Identifier: 0000 0003 8780 4476
- Nederlandse Thesaurus van Auteursnamen: 15775006X
- Parlement.com: vg09ll32f3xa
- Virtual International Authority File: 280794053
- WorldCat: E39PBJcGkyCwXBVmDkbKRQ8KVC